# Bloque (álbum)
Bloque es el primer álbum de estudio del grupo musical Bloque editado en el año 1978 por el sello "Chapa discos" bajo la referencia HS-35002 (LP) y CH-5002 (casete). La producción del disco fue llevada a cabo por Vicente Romero y Luis Soler.
En el año 2015 se ha reeditado, también en formato vinilo, por la discográfica Sony Music.

## Lista de canciones
| Título                  | Autor                 | Duración |
| ----------------------- | --------------------- | -------- |
| Undécimo poder          | Juanjo Respuela       | 6:18     |
| Abelardo y Eloísa       | Francisco Baños       | 7:41     |
| Salvación por la música | Juan Carlos Gutiérrez | 3:07     |
| Joven levántate         | Sixto Ruiz            | 5:32     |
| Consultando el Tarot    | Francisco Baños       | 6:23     |
| Fiesta de la mar        | Luis Pastor           | 2:07     |
| La libre creación       | Luis Pastor           | 2:50     |
| Nostalgia               | Juan Carlos Gutiérrez | 2:25     |
| La noche del alquimista | Sixto Ruiz            | 4:49     |
| Conociendo a Abraxas    | Juanjo Respuela       | 3:28     |